# Montargull
Montargull, również: Montargull de la Vansa, Montargull de Lavansa – miejscowość w Hiszpanii, w Katalonii, w prowincji Lleida, w comarce Alt Urgell, w gminie La Vansa i Fórnols.
Według danych INE w 2020 roku liczyła 2 mieszkańców – 1 mężczyznę i 1 kobietę. Od 2000 do 2007 roku w Montargull nie mieszkała żadna osoba.